# So ängstlich sind wir nicht
So ängstlich sind wir nicht (Så oroliga är vi inte), op. 413, är en schnellpolka av Johann Strauss den yngre. Den framfördes första gången i slutet av 1883 eller i början av 1884.

## Historia
Johann Strauss operett En natt i Venedig hade premiär i Berlin den 3 oktober 1883 och blev ett praktfiasko. I tredje akten, när "Lagunvalsen" sjöngs till texten 'Nacht sind die Katzen ja grau, nachts tönt es zärtlich Miau!' ('om natten är katterna grå, då jama de kärligt mjao'), började berlinpubliken att jama och skrika. Föreställningen fick avbrytas för en stund. Sedan lyckades den märkbart skakade kompositören fortsätta stycket till slut. Strauss och librettisterna fick arbeta snabbt med att ändra om musik och text innan operetten gick upp i Wien sex dagar senare. Där blev föreställningen en stor succé och flera av numren fick tas om. Strauss arrangerade totalt sex separata orkesterstycken från operettens musiknummer, däribland polkan So ängstlich sind wir nicht. Titeln och musiken är hämtade från refrängen till en kuplett (Nr 8a) i akt II sjungen av Agricola, Centurio, hertigen och Urbino och en kör bestående av senatorsfruarna. I denna snabba sång ignorerar fruarna sina mäns varningar om den lystne hertigen av Urbino, som är på sitt årliga besök i Veneidg. Den världsvana Agricola och de andra fruarna förklarar att "så oroliga är vi inte". De andra kvinnorna är inte lika övertygade men sjunger likväl med i "Nein, nein!" (Nej, nej!). Huvuddelen av polkan härstammar från Pappacodas aria (Nr 1) i akt I: "Ihr habet euren Markusplatz".
Datum och ort för polkans första framförande är osäkert. Det måste ha skett efter operettens premiär i Wien den 9 oktober 1883 och före årets slut. 

## Om polkan
Speltiden är ca 2 minuter och 17 sekunder plus minus några sekunder beroende på dirigentens musikaliska tolkning.
Polkan var ett av sex verk där Strauss återanvände musik från operetten En natt i Venedig:
- Lagunen-Walzer, Vals, Opus 411
- Pappacoda-Polka, Polka-francaise, Opus 412
- So ängstlich sind wir nicht, Schnellpolka, Opus 413
- Die Tauben von San Marco, Polka-francaise, Opus 414
- Annina, Polkamazurka, Opus 415
- Eine Nacht in Venedig, Kadrilj, Opus 402

## Weblänkar
- So ängstlich sind wir nicht i Naxos-utgåvan.